# Martin Los
Martinus (Martin) Los (Pernis, 7 december 1946) is een Nederlands priester en voormalig predikant in de Gereformeerde Kerken in Nederland.

## Levensloop
Los groeide op in een gereformeerd gezin. Zijn vader was ouderling. Hij doorliep het gymnasium aan het Johannes Calvijn Lyceum in Rotterdam. Hoewel hij eigenlijk psychiater wilde worden koos hij uiteindelijk voor theologie. Hij volgde zijn theologiestudie aan de Vrije Universiteit Amsterdam.
Los werd in 1975 aangesteld als predikant aan de Gereformeerde kerk van Sint Pancras en in 1979 aan de Gereformeerde kerken van Velp en Rozendaal. Hij bekeerde zich in 1987 tot het katholicisme en werd priester. Omdat hij gehuwd was moest hij drie jaar wachten op toestemming van het Vaticaan. Op 9 maart 1991 werd hij door kardinaal Simonis in de Mariakerk in De Meern tot priester gewijd.
Los was vanaf 1993 pastoor aan de parochie Onze Lieve Vrouwe ten Hemelopneming in De Meern. In 2004 werd hij pastoor aan de parochie Licht van Christus in Vleuten. In 2021 ging hij met emeritaat. Hij werd in juli 2022 benoemd tot lid in de Orde van Oranje Nassau.

## Publicatie
- (2017) Rouw op mijn dak ISBN 9789492093523